# 694

## Събития
- Умира вселенският патриарх Павел III (688 – 694)